# Nxt
NXT è una moneta elettronica costruita, partendo da zero, in codice java il cui protocollo di sicurezza è basato su una versione unica dell'algoritmo cosiddetto Proof-of-stake (al contrario della maggioranza delle criptovalute, inizialmente create, che utilizzano il Proof-of-work). Sin dal suo lancio nel 2013, Nxt è stato ostentatamente soprannominato "Il Discendente del Bitcoin" da cui estendeva il concetto di blockchain per contenere, oltre alle transazioni proprie della valuta le "smart transactions" di fatto da considerare tra le prime piattaforme blockchain 2.0.
Sin dal principio Nxt era stato progettato come una piattaforma flessibile attorno alla quale costruire applicazioni e servizi finanziari. Mentre la piattaforma progrediva, veniva via via integrata con nuove funzionalità, tanto che, alla versione attuale, il client supporta la possibilità di gestire asset (comparabili con gli share in finanza), un sistema monetario interno, un sistema di voto, la possibilità di salvare dati in cloud (nel blockchain), un mercatino, un sistema di messaggistica e la possibilità di anonimizzare gli scambi tramite una funzione di rimescolamento. Sono inoltre state inserite le possibilità di gestire firme digitali multiple e un sistema di plugin da integrare nel client.
Secondo Jelurida, la società che si occupa dello sviluppo attuale della piattaforma, Nxt, dopo anni di maturazione e perfezionamenti sul campo, è pronto per il suo secondo salto tecnologico rivoluzionario e diventare un Nxt 2.0, una sorta di fork al blocco 1.630.000 (Snapshot), in cui verrà creata una nuova piattaforma denominata Ardor che porterà la possibilità agli sviluppatori software di integrarsi a tal punto da poter fornire servizi di blockchain as a service. Il primo esempio di questo servizio sarà la nuova valuta Ignis, integrata come child blockchain, e che erediterà tutte le funzionalità attuali di Nxt. Il compito di gestire la sicurezza del blockchain principale sarà lasciato al token Ardor a cui spetteranno le solo funzioni di forgiare i blocchi della chain principale.

## Storia
Il 28 settembre 2013, l'utente del sito Bitcointalk.org, BCNext ha creato un thread nel forum annunciando la proposta di lanciare Nxt come criptovaluta di seconda generazione e chiedendo piccole donazioni di Bitcoin per determinare la distribuzione iniziale della valuta. Successivamente, nello stesso thread, il 18 novembre 2013 la raccolta fondi per Nxt è stata chiusa, raccogliendo un totale di 21 Bitcoin. Il primo blocco del blockchain, il "genesis block", è stato pubblicato il 24 novembre 2013, rivelando che 1.000.000.000 di Nxt erano stati distribuiti a 73 account in proporzione al loro livello di contribuzione. Il codice sorgente è stato parzialmente rilasciato il 3 gennaio mentre tutti i sorgenti sono stati rilasciati il 1 marzo 2014 protetti da Licenza MIT